# Daejongisme
 (octobre 2023).
La mise en forme du texte ne suit pas les recommandations de Wikipédia : il faut le « wikifier ».
Les points d'amélioration suivants sont les cas les plus fréquents. Le détail des points à revoir est peut-être précisé sur la page de discussion.
- Les titres sont pré-formatés par le logiciel. Ils ne sont ni en capitales, ni en gras.
- Le texte ne doit pas être écrit en capitales (les noms de famille non plus), ni en gras, ni en italique, ni en « petit »…
- Le gras n'est utilisé que pour surligner le titre de l'article dans l'introduction, une seule fois.
- L'italique est rarement utilisé : mots en langue étrangère, titres d'œuvres, noms de bateaux, etc.
- Les citations ne sont pas en italique mais en corps de texte normal. Elles sont entourées par des guillemets français : « et ».
- Les listes à puces sont à éviter, des paragraphes rédigés étant largement préférés. Les tableaux sont à réserver à la présentation de données structurées (résultats, etc.).
- Les appels de note de bas de page (petits chiffres en exposant, introduits par l'outil «  Source ») sont à placer entre la fin de phrase et le point final[comme ça].
- Les liens internes (vers d'autres articles de Wikipédia) sont à choisir avec parcimonie. Créez des liens vers des articles approfondissant le sujet. Les termes génériques sans rapport avec le sujet sont à éviter, ainsi que les répétitions de liens vers un même terme.
- Les liens externes sont à placer uniquement dans une section « Liens externes », à la fin de l'article. Ces liens sont à choisir avec parcimonie suivant les règles définies. Si un lien sert de source à l'article, son insertion dans le texte est à faire par les notes de bas de page.
- La présentation des références doit suivre les conventions bibliographiques. Il est recommandé d'utiliser les modèles {{Ouvrage}}, {{Chapitre}}, {{Article}}, {{Lien web}} et/ou {{Bibliographie}}. Le mode d'édition visuel peut mettre en forme automatiquement les références.
- Insérer une infobox (cadre d'informations à droite) n'est pas obligatoire pour parachever la mise en page.

Pour une aide détaillée, merci de consulter Aide:Wikification.
Si vous pensez que ces points ont été résolus, vous pouvez retirer ce bandeau et améliorer la mise en forme d'un autre article.

Le symbole du Daejongisme.

Daejongisme (coréen : 대종교, 大倧敎, Daejonggyo ou Taejongkyo, « religion du Divin Ancêtre »  ou « grande religion ancestrale » :192) ou Dangunisme (coréen : 단군교, 檀君敎, Dangungyo ou Tangunkyo, « religion de Dangun »)  est le nom d'un certain nombre de mouvements religieux issus du chamanisme coréen, centrés sur le culte de Dangun (ou Tangun). Il existe environ dix-sept de ces groupes, dont le principal fut fondé à Séoul en 1909 par Na Cheol (나철, 1864-1916),.
Les daejongistes croient que leur mouvement est la restauration de la religion indigène coréenne authentique, qui existait déjà sous le nom de Gosindo (古神道, « voie du Dieu ancestral » ou « ancienne voie de Dieu » à l'époque des premières invasions mongoles de la Corée et qui a été relancée sous le nom de « Daejonggyo » juste au début de l'occupation japonaise. Cette religion a été interdite en Corée sous la domination japonaise.
La religion croit en un Dieu unique manifesté en trois personnes, dont l'incarnation terrestre était le légendaire roi Dangun, qui régnait sur un empire coréen il y a environ 5 000 ans. Son principe principal est que les Coréens possèdent déjà leur propre Dieu et qu’ils n’ont donc pas besoin d’adorer des dieux étrangers. Son accent est mis sur l'identité nationale et l'unité du peuple coréen (connu sous le nom de minjok) et, en tant que tel, a été associé au nationalisme coréen (et parfois à l'ultranationalisme):193.
Le Daejongisme ne se concentre pas tant sur les institutions ou les rituels mais plutôt sur les doctrines centrales et les mythologies associées, de sorte qu'il peut être davantage défini comme un système de croyances plutôt que comme une religion organisée. Au cours de la décennie 1910-1920, il a connu sa plus forte croissance, atteignant un nombre estimé de 400 000 personnes. Sa popularité était en grande partie due à ses efforts en faveur de l’indépendance coréenne. Une fois cet objectif atteint, le nombre de ses membres a diminué, même si le Daejongisme avait acquis une réputation grâce à ses institutions éducatives et universitaires, qui ont notamment publié des ouvrages monumentaux sur la lutte de la Corée pour l'indépendance et la contribution du Daejongisme à celle-ci. Un recensement de 1995 a révélé que moins de 10 000 Coréens déclaraient suivre cette religion. Cependant, les chiffres du recensement coréen sous-estiment systématiquement le nombre d'adeptes de nouvelles religions qui sont souvent réticents à indiquer leur appartenance religieuse.

## Doctrines
Au cœur de la foi se trouve la croyance en Haneullim, la triade des dieux de la culture coréenne : le créateur (Hanim/ Hwanin ), l'enseignant (Hanung/ Hwanung ) et le dirigeant (Dangun/Hanbaegŏm),. Dangun, le fondateur de la nation coréenne, est considéré comme la troisième manifestation humaine de Haneullim (« Dieu du Ciel ») ou Haneul (« Ciel »). Sa mère physique s'appelait Ungnyeo (熊女), décrite légendairement comme une ourse transformée en femme.
Après son règne terrestre, Dangun monta au ciel. Sémantiquement, Haneul évoque trois Dieux : le Dieu-Père en tant que créateur de l'univers, le Dieu-Maître en tant que mentor de la nature universelle et le Dieu-Roi en tant que souverain de la création.
La foi est incarnée dans trois textes sacrés. Les croyants prétendent qu'ils remontent à l'époque de Dangun, voire, même avant et cette affirmation, bien que contestée par les érudits, est également acceptée par de nombreux Coréens qui n'appartiennent pas au Daejongisme. Les trois textes sont le Ch'ónbugong (Classique du Sceau du Ciel), un récit des origines du monde, le Samil sin'go (Enseignements du Dieu Trinitaire), une déclaration théologique et le Ch'amjóngyóng (Classique du Sage), un manuel d'éthique. Un certain nombre de chercheurs pensent que ces livres ont été compilés dans les deux premières décennies du 20e siècle, sur la base de visions et de révélations que le fondateur du Daejongisme, Na Cheol (1863-1916), prétendait avoir reçues.
Le Daejongisme est également bien connu pour son enseignement des techniques de respiration, connues en Occident dans le cadre de ce qu'on appelle l'alchimie interne (Neidan dans le taoïsme). Les techniques du Daejongisme se concentrent sur la « mer d'énergie », qui est aussi souvent appelée champ de cinabre ou champ d'élixir (tanjón). Le tanjon est un champ riche en Qi (énergie vitale) et la religion propose des techniques pour puiser dans ce champ et faire circuler l'énergie à travers le corps humain. Ces techniques sont devenues extrêmement populaires dans les années 1970 et ont généré un nouvel intérêt pour le Daejongisme et son école d'alchimie interne, connue sous le nom de Kich'ónmun.

## Samsin Sinang
Samsin Sinang est une secte daejongiste. Son siège se trouve dans le comté de Pyeongchang. Le dirigeant actuel est Bae Sun-moon et son mouvement promeut la réunification coréenne.

## Histoire et influences

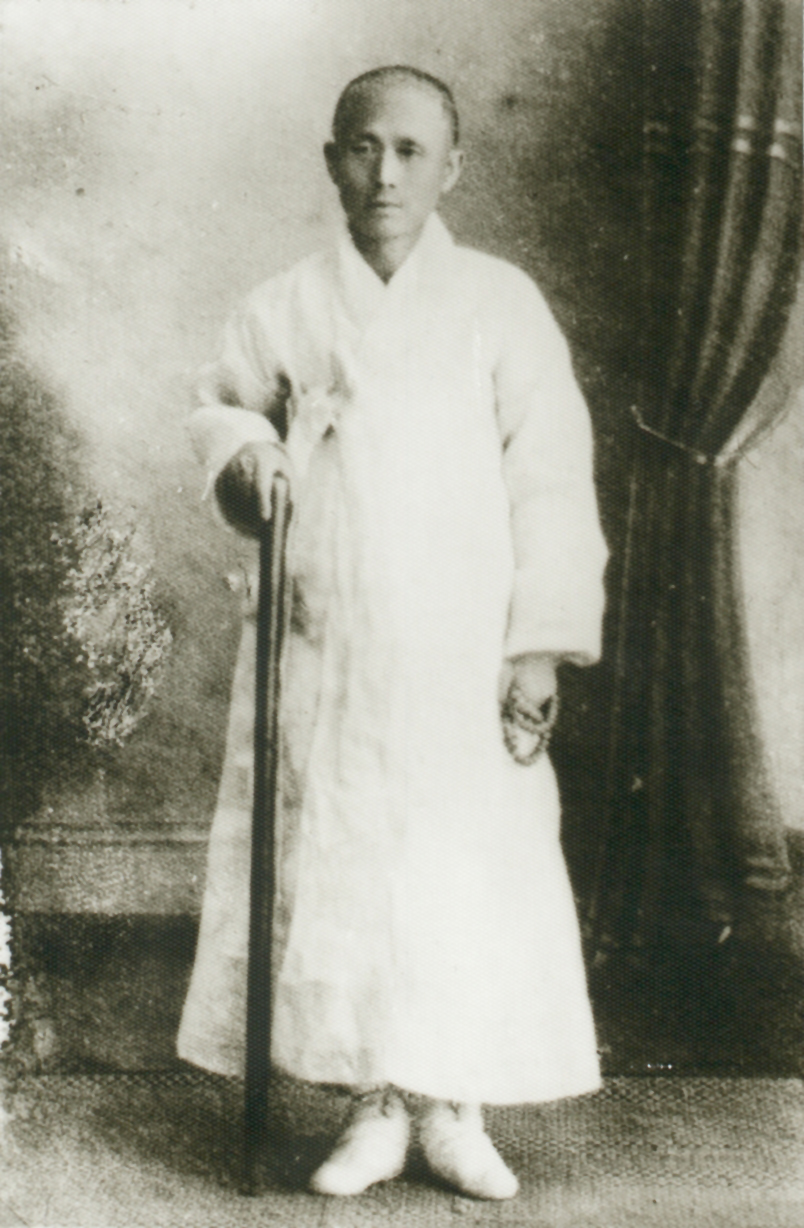
Na Cheol, le fondateur de la religion.

Na Cheol, connu pour son rôle de leader du mouvement indépendantiste coréen face à la domination japonaise, a fondé la religion en 1909 en tant que « grand professeur » (tosagyo) et l'a d'abord nommée « Dangungyo » (religion Dangun) et puis il l'a rebaptisé un an plus tard « Daejongism » (Daejonggyo),:192.
Na Cheo affirmait que son mouvement était une renaissance de l'antique Goshindo (古神道, «voie du Dieu ancestral») : la croyance au dieu trinitaire qui était vénéré dans l'ancienne Corée. Certains chercheurs ont suggéré une ressemblance avec le christianisme, bien que la base éthique de cette religion semble plutôt proche de celle du confucianisme. D'autres pensent que le premier Dajeongisme a tenté de contrer l'influence croissante du christianisme en Corée en remplaçant la Trinité chrétienne par une trinité coréenne. On observe en effet, une critique nourrie du christianisme dans le Daejongisme. En 1994, Han Ch'angbôm a présenté un « plaidoyer contre le christianisme », affirmant que le Dieu de la Bible était « jaloux et violent » et donc intrinsèquement « immoral ». Le texte accusait également les chrétiens d'avoir collaboré avec les Japonais pendant l'occupation.
L'importance du personnage de Dangun aurait été influencée par l'ouvrage Nouvelle lecture de l'histoire rédigé par l'historien Shin Chaeho dans lequel Dangun a été mis en avant par rapport à une autre figure légendaire, Jizi (Kija), qui n'est pas d'origine coréenne:192. Na Cheo a aussi affirmé que la religion Goshindo aurait environ 4 300 ans, ce qui en ferait la religion la plus ancienne de Corée.
Après l'annexion de la Corée en 1910 par l'empire du Japon, la nouvelle religion fut répandue en Mandchourie par Na Cheo, où il créa des écoles et des centres sociaux, et elle devint un foyer du mouvement indépendantiste coréen:193. Na Cheo s'est finalement suicidé dans un sanctuaire du mont Kuwŏl en 1916, affirmant qu'il était coupable de ses échecs et qu'il se martyrisait pour le bien de sa religion, de Dieu et du peuple.
Parmi les dirigeants de la religion après Cheo on trouve son successeur Kim Kyohong:50 et  An Ho-Sang. Les enseignements de Dangun ont été décrits par Kim dans son "Histoire du peuple du Divin Dangun" comme étant le sin gyo ou "enseignement divin". Il affirme que diverses religions coréennes, comme celle de Wang Kon, étaient des continuations du sin gyo mais que ces croyances avaient été supprimées à cause de l'influence des Mongols et du développement du bouddhisme et du confucianisme:194, La tâche principale de la religion consistait donc à faire chunggwang (« éclairer à nouveau »), c'est-à-dire raviver la mémoire de Dangun:198.
Il existe une controverse au sujet de l'art martial Dahn Yoga, ou Dahn hak (en anglais Body & Brain) fondé par le maître coréen des arts martiaux Ilchi Lee, qui trouverait ses origines dans le Daejongisme. Bien que le Dahn Yoga ne souligne pas normalement son lien avec cette religion, des chercheurs y voient l'une des nombreuses écoles enseignant une forme d'alchimie interne popularisées par le Daejongisme. Selon le chercheur américain spécialiste de la religion coréenne Don Baker, « non seulement le Dahn affirme que ses techniques sont les mêmes que celles que le Dangun enseignait lorsqu'il régnait sur le premier royaume coréen mais il annonce aussi que les trois textes sacrés du Daejongisme, supposément de l'époque de Dangun, sont des écritures authentiques.» Ce n'est que lorsque le mouvement du Dahn Yoga est devenu international que les références au Dangun et au Daejongisme ont été minimisées, bien que le symbole du Daejongisme ait été brodé sur les uniformes originaux donnés aux étudiants en Amérique et que l'organisation « ait érigé une grande statue extérieure de Dangun près de son quartier général à Sedona (Arizona).» Baker affirme ainsi que les références au Daejongisme, bien que non explicites, restent faciles à détecter pour ceux qui connaissent la religion coréenne.

## Voir également
- Cheondoïsme
- Jeungsanisme

## Sources
- Baker, Don (2007a). "The Korean God Is Not the Christian God: Taejonggyo's Challenge to Foreign Religions." p. 464-475 dans Robert E. Buswell (éd. ), Religions of Korea in Practice, Princeton (New Jersey) et Oxford (Royaume-Uni) : Princeton University Press. (ISBN 978-06-91113-47-0).
- Baker, Don (2007b). "Internal Alchemy in the Dahn World School." p. 508-513 dans Robert E. Buswell (éd. ), Religions of Korea in Practice, Princeton (New Jersey) et Oxford (Royaume-Uni) : Princeton University Press. (ISBN 978-06-91113-47-0).
- Lee, Chi-ran. Directeur en chef de l'Académie Haedong Younghan. L'émergence des religions nationales en Corée.
- Lee, Gyungwon (2016). An Introduction to New Korean Religions. Séoul : Moonsachul Publishing. (ISBN 979-11-86853-16-0).